# Kierszula
Kierszula (dawn. alt. Poręba Mrzygłodzka III) – część miasta Poręba w Polsce, w województwie śląskim, w powiecie zawierciańskim. Do 1956 samodzielna miejscowość, posiadająca w latach 1933–54 własną administrację gromadzką.
Kierszula stanowią wschodnią część głównego ciągu komunikacyjnego Poręby wzdłuż ulicy Armii Krajowej i jej bocznicy – ul. Kopalnianej (historycznej drogi Kierszuli), przy samej granicy z Zawierciem.

## Historia
Kierszula to dawna wieś, od 1867 w gminie Poręba Mrzygłodzka. W latach 1867–1926 należała do powiatu będzińskiego, a od 1927 do zawierciańskiego. W II RP przynależała do woj. kieleckiego. 31 października 1933 gminę Poręba Mrzygłodzka podzielono na dziewięć gromad; wieś Kierszula z leśniczówką Wygoda utworzyły gromadę o nazwie Poręba Mrzygłodzka III w gminie Poręba Mrzygłodzka.
Podczas II wojny światowej włączone do III Rzeszy. Po wojnie gmina przez bardzo krótki czas zachowała przynależność administracyjną, lecz już 18 sierpnia 1945 roku została wraz z całym powiatem zawierciańskim przyłączona do woj. śląskiego.
W związku z reformą znoszącą gminy jesienią 1954 roku, dotychczasowe gromady Poręba Mrzygłodzka III (Kierszula) i Poręba Mrzygłodzka II (wieś Poręba od mostu na Czarnej Przemszy po Kierszulę) ustanowiły nową gromadę Poręba II.
1 stycznia 1958 gromadę Poręba II zniesiono, a jej obszar włączono do utworzonego rok wcześniej osiedla Poręba I (z gromad Dziechciarze, Krzemienda, Krawce i Poręba I), którego nazwę zmieniono równocześnie na Poręba; w związku tym Kierszula utraciła swoją samodzielność.
1 stycznia 1973 osiedle Poręba otrzymało status miasta, w związku z czym Kierszula stała się obszarem miejskim. 27 maja 1975 całą Porębę włączono do Zawiercia. 1 października 1982 Poręba odzyskała samodzielność, a Kierszula stała się ponownie jej częścią.